# 인어

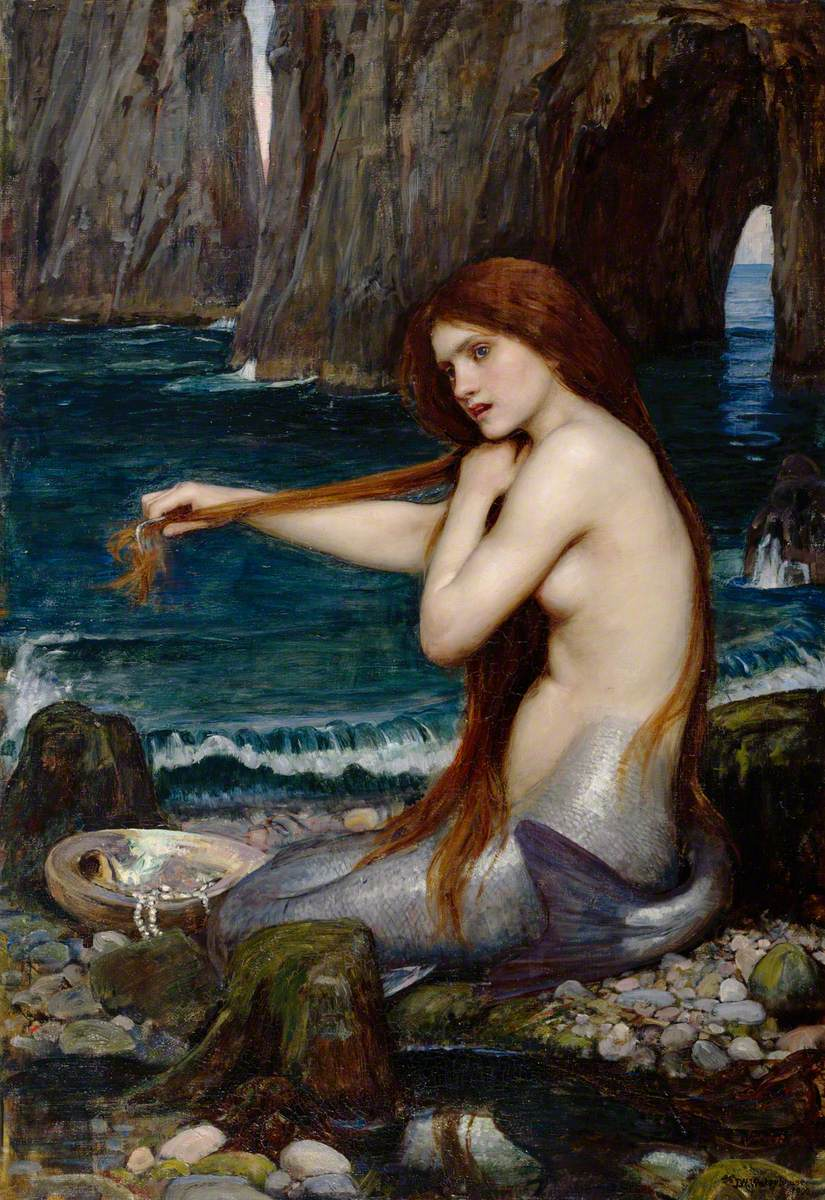
존 윌리엄 워터하우스가 그린 '인어'

인어(人魚, 영어: mermaid 머메이드[*])는 상반신은 젊은 여성의 모습을 하고 있고 하반신은 물고기의 꼬리를 지닌, 바다 속에 사는 전설 속의 생물이다. “인어족”(人魚族, merpeople, merfolk)은 남성과 여성 인어를 포괄하여 부르는 명칭이다. 세계 각지의 여러 문화권에는 인어에 관한 전설이 존재한다. 유럽에서 전해지는 전설과 중국, 일본 등에서 전해지는 것은 형태과 성질이 전혀 다르게 나타난다.
세이렌과 매우 흡사하게, 전설 속의 인어는 종종 선원들에게 매혹적인 노래를 불러 그들을 유혹하며 선원들의 주의력을 분산시켜, 그들이 갑판에서 추락하거나 난파 사고를 일으키게 만든다. 다른 이야기에 따르면 인어들은 물에 빠진 남자들을 구하려고 하지만 동시에 그들의 생명을 빨아들인다. 또는 인어들은 인간들을 물 아래에 있는 자신들의 왕국으로 데려가기도 한다. 덴마크의 동화작가 한스 크리스티안 안데르센의 “인어 공주”에서는, 인어를 악의 없이 인간들을 물 속으로 끌어들이지만, 인간이 물 속에서 숨을 쉴 수 없다는 것을 잊는 존재로 그리고 있다.
그리스 신화의 세이렌은 이후 전승에서 인어와 비슷한 생명체로 묘사된다. 몇몇 언어권에서는 세이렌과 인어를 같은 단어로 부르기도 한다. 이외에도 여러 신화나 전설에는 물의 요정(다양한 님프)과 셀키, 물개에서 인간으로 둔갑할 수 있는 동물 등이 등장한다.
19세기 중반 이전까지 뱃사람들은 매너티와 듀공을 인어로 생각했다.

## 전설과 신화

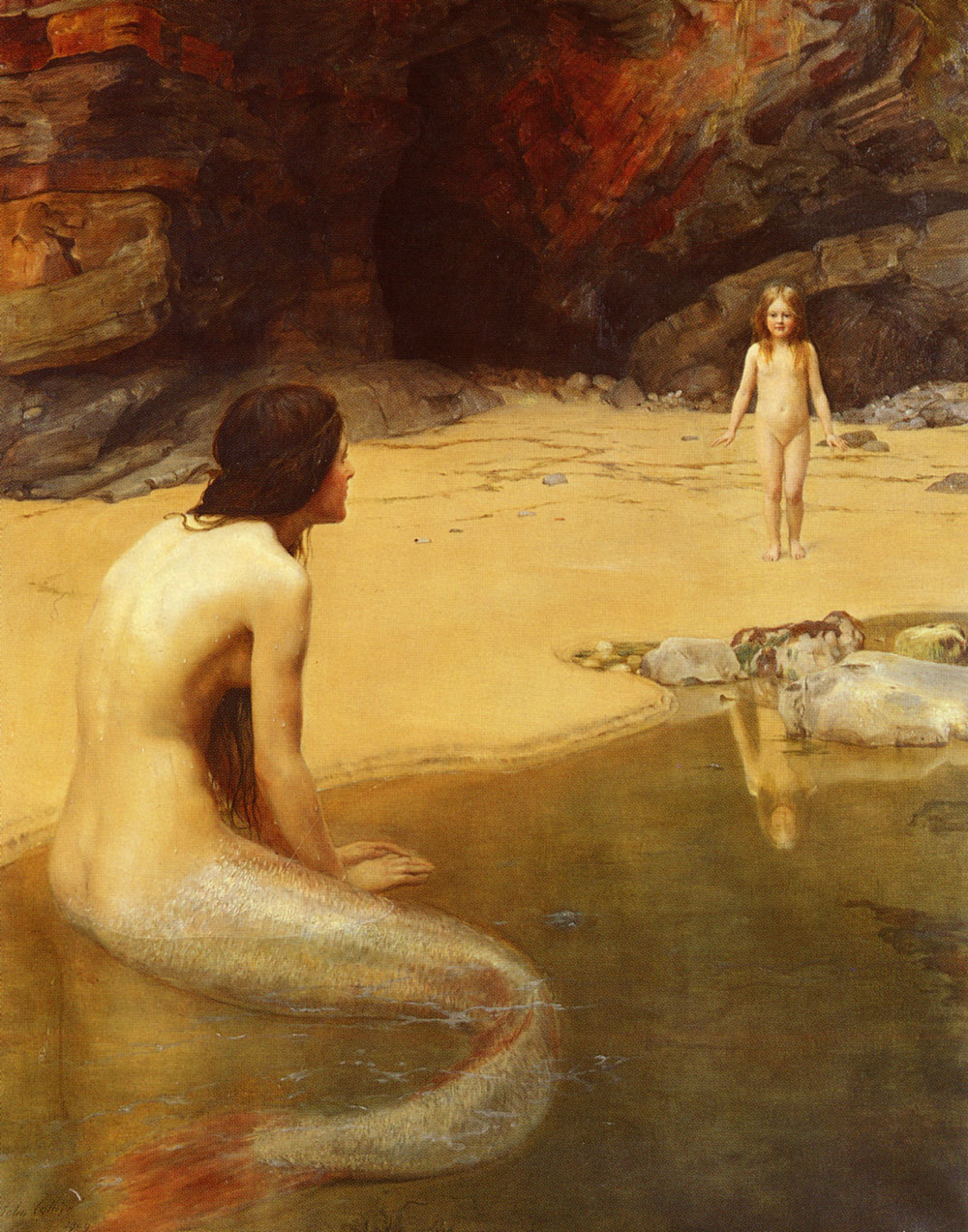
1899년 존 콜리어의 작품 The Land Baby

### 고대 근동
인어에 대한 이야기는 세계적으로 다양하게 존재한다. 인어에 대한 이야기 중 오늘날까지 남아 있는 최초의 전승은 기원전 1000년 경 아시리아의 것이다. 아시리아의 여왕 세미라미스의 어머니 아타르가티스는 유한한 생명을 지닌 목동을 사랑하는 여신이었으나 그를 죽이게 된다. 부끄러움을 느낀 나머지 그녀는 물 속으로 뛰어들었고 물고기의 형상으로 바뀌게 된다. 그러나 그녀가 지니고 있던 아름다움은 사라지지 않았다. 이후 그녀는 가슴 위는 인간의 모습을, 아래는 물고기의 모습을 하게 된다. 이는 바빌로니아의 신 에아의 모습과도 흡사하다. 그리스인들은 아타르가티스를 데르케토라는 이름으로 인식했다. 밀레토스 학파의 철학자 아낙시만드로스는 기원전 546년 그가 죽기 전까지, 데르케토들이 실제로 존재했고 인간들 앞에 모습을 자주 보였다고 기록했으며, 인간이 물 속에 사는 생물로부터 뛰어 올라온 것이라고 제안했다. 그는 죽음 앞에 이르러서는 이 생각을 포기했던 것으로 보인다.
그리스의 유명한 전설에 따르면 알렉산드로스 대왕의 여동생 테살로니키는 죽은 후 인어가 되었다고 한다. 그녀는 에게해에 살고 있으며 선원들이 그녀와 마주치면 다음과 같은 질문을 던진다. "알렉산드로 대왕은 살아계신가?"(그리스어: Ζει ο βασιλιάς Αλέξανδρος;) 여기에 선원들은 다음과 같은 대답을 해야 한다. "그는 살아 계시고 영원히 통치하신다."(그리스어: Ζει και βασιλεύει). 이외에 다른 대답을 하면 그녀는 격노하게 되며 고르곤으로 모습을 바꾼 뒤, 선원들을 죽인다고 한다.

### 천일야화
천일야화에는 바다에 사는 인간들에 대한 여러 이야기가 실려 있는데 예를 들면 '바다의 소녀 드줄라나르'가 있다. 다른 신화에서 묘사한 것과는 달리 천일야화의 바다 인간들의 외관은 해부학적으로 인간과 유사하며 물 속에서 숨을 쉴 수 있다는 점만 다르다. 이들은 인간과 교접하여 생식할 수 있으며 후손들은 물 속에서도 숨을 쉴 수 있다.

### 영국 전승

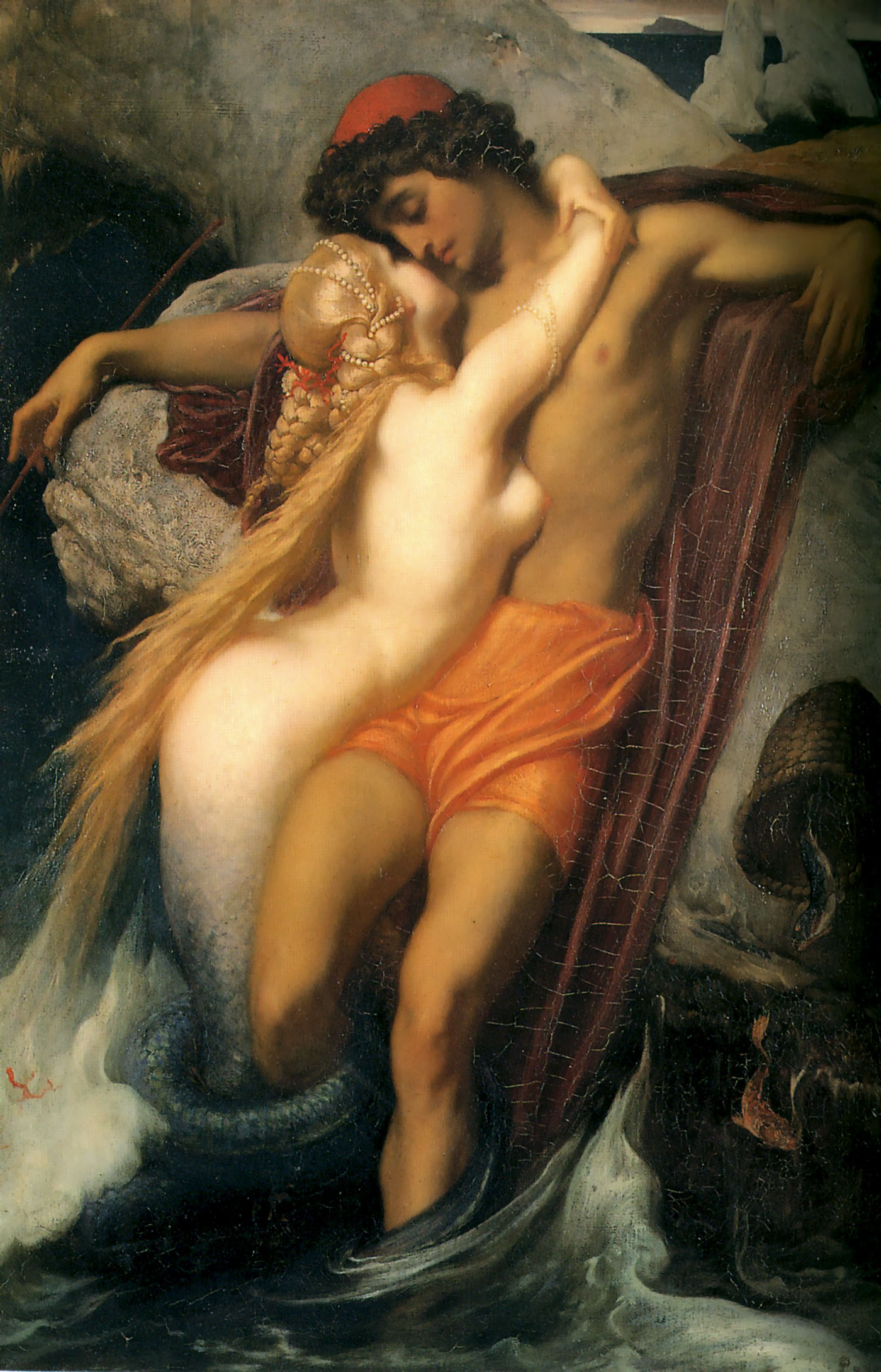
어부와 세이렌(The Fisherman and the Syren) 프레드릭 레이튼 그림. 1856년 ~ 1858년.

영국 전승에서 인어는 불길하고, 불행을 암시하며, 실제로 그것을 가져오는 존재로 그려졌다. 여러 변종의 민요를 통해 패트릭 스펜스 경은 인어들이 불운한 배로 접근하여, 그들이 다시는 육지를 볼 수 없을 것이라고 말한다고 했다. 인어는 악천후의 상징이기도 하다.
일부 인어들은 키가 50미터에 이르는 거대한 괴물로 묘사되었다.
인어들은 강을 따라 헤엄쳐 와서 깨끗한 호수물 속에 머무르기도 한다. 영국의 한 전승에 따르면, 어느 날 론티의 지주는 자신의 집 근처에 있는 호수에서 한 여자가 물에 빠져 익사하려는 것을 보았다. 그는 여자를 구하기 위해 호수로 갔다. 그러나 그의 시종은 그녀가 인어라고 소리쳤으며 지주는 목숨을 건질 수 있었다.
때때로 인어들은 인간들을 치료해 주는, 보다 친절한 존재로 등장한다.
일부 이야기에서는 인어가 불로불사인지에 대해 질문을 던지고 그렇지 않다는 대답을 하기도 한다. 아일랜드의 리반은 순결한 인어처럼 보이나, 실제로는 인어의 모습으로 바뀐 인간이다. 기독교인들이 아일랜드로 왔을 때, 그녀는 침례를 받게 된다.
반어인들도 기록에 남아 있지만 이들은 인어보다 더 거칠며, 추하게 생겼다. 반면 반어인들은 인간에게 별 관심이 없는 것으로 묘사되었다.

### 기타
캐리비안 해의 신타이노국에서는 인어를 아이카니아라고 부른다. 아이카니아의 속성은 여신 자구아 및 마자구아 나무의 일종인 히비스커스 꽃과 연관되어 있다. 이외에도, 중앙아프리카와 서아프리카의 마미 와타, 카메룬의 젠구, 아일랜드와 스코틀랜드의 메로우, 러시아와 우크라이나의 루살카, 그리스 신화의 오케아니스, 네레이스, 나이아드는 인어 전설이 여러 형태로 토착화된 것이다. 유럽 전승에 나오는, 깨끗한 물 속에 사는 인어 비슷한 생명체를 멜뤼진이라고 부르는데, 이 생물은 두 개의 꼬리를 지녔고, 하반신은 큰 뱀의 형상을 하고 있는 것으로 종종 묘사되었다. 일본에서는 인어의 고기를 먹으면 불로불사의 힘을 얻는다는 전설이 있다. 유럽의 일부 지방 전설에는 인어가 인간의 소원을 이뤄 준다고 전해진다.
스코틀랜드, 말레이시아, 브리티시컬럼비아주, 하이티 등지에서는 살아 있거나 죽은 인어를 목격했다는 이야기가 있다. 최근 조지아 해협에서 인어를 목격했다는 두 건의 제보가 있었다.
필리핀 전승에도 인어 및 반수인에 대한 이야기가 나오며, 여기서 이들을 부르는 명칭은 각각 시레나와 시요코이이다.
인어들은 자만심에 차 있으나 동시에 고결하기도 한 존재로 그려진다. 이들은 종종 인간 남자와 사랑에 빠지며, 인간과의 사랑을 증명하기 위해 과감한 행동을 하기도 한다.(인어 문제를 볼 것). 불운하게도, 특히 젊은 인어들은 종종 인간이 물 속에서 숨을 쉴 수 없다는 것을 잊는다. 인어의 남자판인 반수인들은 인간에게 큰 관심이 없으나 핀란드 신화 내 반수인들은 인간의 소원을 들어 주기도 하고, 병을 치료하며, 저주를 풀어 주고 마법의 물약을 만들기도 한다.

## 서양의 인어

### 로렐라이 마녀
라인강에 얽힌 전설로 라인강을 건너는 배에게 노래를 부르는 아름다운 마녀들이다. 그녀들의 노랫소리를 들은 사람들은 그 미성에 홀려서 배의 노를 잘못 놓쳐서 강바닥에 가라앉고 만다. 일반적으로 로렐라이 전설이라고 말한다.

### 메로우
메로우(merrow)는 아일랜드에서 전해지는 인어이다. 겉모습은 머메이드와 비슷하고 여성형은 아름답지만 남성형은 추하다고 한다. 이 인어가 나타나면 폭풍이 일어난다고 여겨져 뱃사람들에게는 무서움의 대상이었다. 또한 여성 메로우가 인간 남자와 결혼해서 아이를 낳는 경우도 있는데, 그 경우 아이의 발에는 비늘이 있고 손가락에는 작은 물갈퀴가 있다고 한다.

### 세이렌
세이렌은 뱃사람들을 아름다운 노랫소리로 유혹해서 난파시키는 바다의 요괴로 인어로도 묘사된다.(세이렌은 원래 신화에 나오는 반인간 반새(鳥)로 사람들을 아름다운 노래로 유혹해 암초에 부딪치게 한다. 그러나 화가들이 그림에 세이렌을 인어로 그려놔서 사람들이 세이렌을 인어의 한종류로 인식하게 됐다.)

## 아시아의 인어

### 해인 (海人)
해인은 고대 중국에서 인간의 조상으로 여겨진 일종의 해서인류를 말한다. 《회남자(淮南子)》에서는, 각종 동물들의 고대중국의 독특한 진화론에 대해 이야기되어 있다. 인간 진화의 과정에 관해서는 ‘하츠(ハツ)는 해인(海人)을 낳고, 해인(海人)은 약균(若菌)을 낳고、약균(若菌)은 성인(聖人)을 낳고, 성인(聖人)은 서인(庶人)을 낳고 거의 하츠가 되는 자는 서인(庶人)으로부터 태어난다.’라고 하고 있다. 이 문장은 난해하지만, 인간의 조상은 하츠(세모로 뒤덮인 원숭이)이고 이후 하츠→해인(해서인류)→약균(의미미상)→성인(완성된 고대의 인간)→서인(보통의 인간)→ 거의 하츠가 되는 자, 하츠에 가까운 자(미래에 퇴화된 인류)로 진화와 퇴화를 거듭해왔다고 해석하는 주장도 있다.

### 낭간
한국에서 전해지는 인어전설로, 어느 날 이진수라고 하는 어부가 바다에서 미인에게 이끌려 간 용궁에서 하루를 보내고 돌아올 때, 먹으면 불로장수한다는 고려인삼을 닮은 토산(土産, 이것을 인삼이 아닌 인어라고 부름)을 받았다. 의심스러웠던 이진수는 그것을 그대로 두었으나 딸인 낭간이 그것을 먹어버린다. 그녀는 비길 데 없이 빼어난 변하지 않는 미모를 얻었지만 수 백 년을 주체하다 못해 300살을 넘어 산을 방황하다 행방불명이 되었다고 한다.

### 해인어
중국의 인어. 《흡문기》라는 서적에 따르면 동해에 살고 몸길이는 큰 개체의 경우 5~6척(약 1.5~1.8미터)이라고 한다. 용모는 매우 아름답고 머리카락은 말꼬리 같으며 비늘에는 가는 털이 나있다. 중국의 인어전승에는 종족간 결혼이 인정되지 않는 경우가 많으나 해인어는 종족간 결혼은 자유롭고, 바닷가에서 나이 많은 과부와 홀아비를 잡아서 연못이나 늪에서 길렀다고 한다.

### 팔백비구니
팔백비구니(八百比丘尼)는 일본 전국 대부분의 분포되어 있는 전설이다. 지방에 따라서 세세한 부분은 다르지만 대강의 줄거리는 다음과 같다.
와카사국(若狹国)의 어느 어촌의 촌장집에 바닷가에서 주웠다는 인어의 고기가 대접되었다. 마을 사람들은 인어의 고기를 먹으면 영원한 생명과 젊음을 손에 넣을 수 있다는 것은 알고 있었으나, 역시 어딘지 무서웠기 때문에 살짝 몰래 의논하여 먹은 척을 하고 품에 넣어 돌아가는 길에 버렸다. 그러나 단 한 명 이야기를 듣지 못한 사람이 있었으니 그것이 팔백비구니의 아버지였다. 아버지가 살짝 숨겨놓은 인어의 고기를 딸이 몰래 숨어서 먹어버린다. 딸은 그대로 십대의 아름다움을 유지한 채로 몇 백 년을 살았다. 하지만, 결혼을 해도 반드시 남편이 먼저 죽어버리고 아버지도 노환으로 세상을 떠났다. 결국 마을 사람들에 의해 비구니가 되어 온 나라를 돌며 가난한 사람들을 도왔으나 마지막에는 바위굴로 사라졌다.

## 상징적 표현
도로시 디너스테인의 저서 인어와 미노타우루스(The Mermaid and the Minotaur)에서 그는 다음과 같이 기록했다. "미노타우루스나 인어와 같이 인간과 짐승이 절반씩 섞여 있는 생물들은, 인간의 본성이 동물과 다르면서도 같다는 고대인들의 분명한 생각을 보여주는 것들이다. 인간의 본성은 내면적으로 모순되기 때문에, 지구의 다른 동물들과 우리 사이의 일치점과 차이점은 신비롭고 난해하며, 이러한 일치점과 차이점 속에, 이 세계에서 우리가 느끼는 이방인이 된 것 같은 낯선 감정과, 집에 온 것 같은 편안한 감정을 설명할 수 있는 열쇠가 모두 있는 것이다."

## 예술, 문학 작품 내의 인어들
유명한 그림으로 존 윌리엄 워터하우스가 1895년부터 1905년까지 그린 '인어'가 있다(문서 상단의 그림). 이 그림은 왕립 학원 예술작품의 후기 양식을 보여주는 작품으로, 처음 공개되었을 때는 극찬을 받았으나(워터하우스는 왕립 학원의 회원직이 보장되었다), 이후 개인 수집품으로 팔려 대중 앞에서 사라졌으며 1970년이 돼서야 다시 공개되었다. 현재 이 작품은 앤드류 로이드 웨버 컬랙션에 있다.
19세기 이후 가장 유명한 인어 관련 작품은 한스 크리스티안 안데르센이 1836년 쓴 동화 인어공주로, 이 작품은 여러 언어로 번역되었다. 코펜하겐 항에 있는 인어공주 동상은 안데르센의 작품을 참고로 만들어진 것이며, 논의의 여지가 있기는 하나 안데르센이 창조한 인어공주는 대부분의 현대 서구 문화에서 인어를 지칭하는 표준형으로 자리잡게 되었다.
인어를 소재로 한 음악 작품 중 가장 유명한 것은, 펠릭스 멘델스존의 Fair Melusina 전주곡과 리하르트 바그너의 니벨룽의 반지 내 '라인 강의 딸들'이다. 보다 최근의 사례로, 중화민국의 음악가 코판렁은 '눈물을 흘리는 인어'라는 제목의 협주곡을 작곡하였다.

### 문장학에서 보이는 인어

바르샤바 문장

문장학에서 인어는 종종 빗과 거울을 든, '도도한' 금발 머리의 여인으로 등장한다.
폴란드의 수도 바르샤바의 문장에는, 방패와 칼을 든 인어(시렌카)가 그려져 있다. 버지니아주의 노퍽 시 역시 시의 상징으로 인어를 사용하며 시 주관 예술프로젝트 때는 다양하게 장식된 인어상이 도시 전역에 전시된다. 버뮤다의 수도 해밀턴 시 전역에 걸려 있는 문장도 인어 그림을 사용한다.
미카엘 장, 캐나다 총독, 심비 일가의 문장, 서포터에도 인어가 들어가 있다. 부두교에는 인어와 흡사한 영적 존재가 등장한다.

## 대중 문화 속의 인어
인어는 신화나 전승 외에 대중 매체에서도 종종 등장한다. 대표적인 것으로 안데르센이 쓴 동화를 기초로 만든 월트 디즈니의 캐릭터와 스타벅스 커피 체인점의 로고(별 아래 왕관을 쓴, 두 갈래 꼬리를 지닌 인어)를 들 수 있다. 디즈니의 작품에서 인어의 속성은 두 가지로 그려지고 있는데, 하나는 물 속에서 '어린 아이'로 지내는 것이고 다른 하나는 물 밖으로 나와 '두 발로 스스로 서는' 어른이 되는 것이다. 애니메이션의 대부분 장면에서 여주인공 아리엘은 두 세계 사이에서 갈등한다. 스타벅스 로고의 인어는 타로점에 쓰이는 '별' 카드에 그려진 인어에서 따 온 것이다.(스타벅은 허먼 멜빌이 쓴 모비딕에 나오는 등장인물의 이름이기도 하다) 일본의 만화 및 애니메이션 원피스에서는 인어족뿐만 아니라 상반신이 물고기인 어인족도 등장한다. 원피스 세계에서는 인어족과 어인족 둘다 남녀가 있다.(한 예로 인어와 어인이 결혼하면 남자 어인, 남자 인어, 여자 어인, 여자 인어가 태어날 수 있다고 한다.)
2016년 SBS 드라마 푸른 바다의 전설에서는 전지현이 극 중 인어 '심청'을 연기하였다.

## 날조 사례
르네상스와 바로크 시대에 걸쳐, 듀공, 제니 헤니버, 인어증후군의 희생자들이 분더캄머에서 인어로 바뀌어 전시되었다.
19세기 P. T. 바넘은 자신의 박물관에 피지 인어로 명명한 가짜 박제물을 전시했다. 다른 사람들도 유사한 날조물들을 전시하는 행위를 했는데, 이들은 보통 종이 세공물 또는 죽은 동물(원숭이, 물고기)의 사체 일부분을 사용하여 기괴한 모양의 인어 형상을 만들어 냈다. 2004년 지진해일 사태에 편승하여, '피지 인어'들의 그림이 인터넷에 떠돌았다. 그러나 이들은 바넘이 만들었던 가짜 인어들과 크게 다르지 않은 조작물들이었다.

## 인어증후군
인어증후군은 희귀한 선천성 질환으로, 아기가 태어나면서 다리가 붙어 있고 성기 크기도 완전히 자라지 않은 상태를 뜻한다. 이 증후군은 결합 쌍둥이가 나올 확률만큼 희귀한 현상이며, 콩팥과 방광의 교란 때문에 아기가 태어난 후 하루나 이틀 이내에 죽을 확률이 높다. 2007년 기준으로 인어증후군을 보인 네 명의 신생아가 살아 있는 것으로 알려져 있으며, 이들 중 두 명(19세, 2세)은 붙은 다리를 떼어내는 데에 성공했다.

## 같이 보기
- 세세일리아(Cecaelia)
- 미확인동물
- 미확인동물학
- 디세벨(Dyesebel)
- H2O: Just Add Water
- 마리나
- 반수인
- 인어 시리즈(人魚シリーズ, Mermaid Saga)
- 인어 문제
- 멜뤼진
- 포트리스 (애니메이션)
- 피치피치핏치
- 닌교(人魚, にんぎょ)
- 닉스
- 루살카
- 위키 와치 스프링
- 인어공주
- 인어와 소년(The Mermaid and the Boy)
- 바다 아가씨(The Sea-Maiden)
- 작은 인어상
- 스플래쉬(영화)
- 인어를 위한 수영교실